# Can Pruna (urbanització)
Can Pruna és el nom d'una urbanització del terme municipal de Bigues i Riells, al Vallès Oriental.
Està situada al nord-oest del Rieral de Bigues, just damunt i al nord de la Casa de la Vila de Bigues i Riells.